# Erdbeben auf Kreta 2021

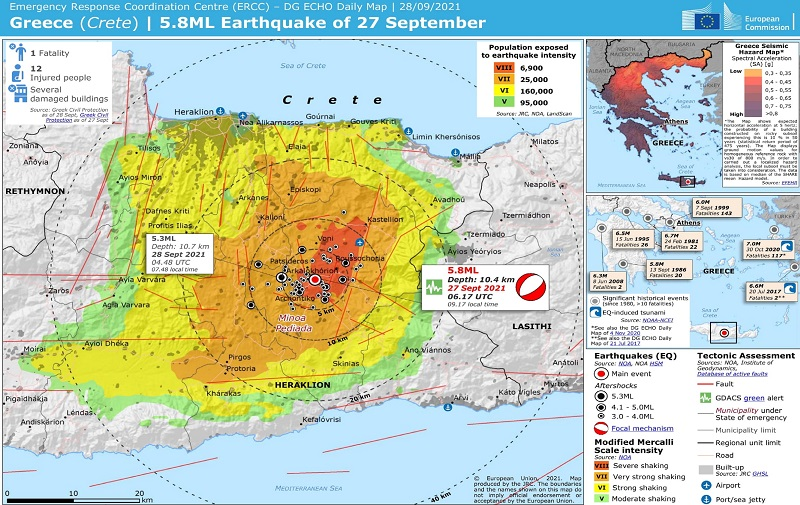
Karte vom Erdbeben am 27. September 2021 in Arkalochori

Die Erdbeben auf Kreta ereigneten sich am 27. September 2021 um 9:17 Uhr griechischer Ortszeit und am 12. Oktober 2021 um 12:24 Uhr Ortszeit.

## Erdbeben

### 27. September 2021
Das Nationale Observatorium Athen (NOA) berichtete, dass es ein Erdbeben am Montag, dem 27. September 2021 um 9:17 Ortszeit mit einer Stärke 5,8 MW gab und das Epizentrum lag 20 Kilometer südlich der Inselhauptstadt Iraklio auf Kreta. Die European-Mediterranean Seismological Centre (EMSC) meldet eine Stärke von 6,5. Das Hypozentrum des Bebens lag in 10 km Tiefe. Griechische TV-Sender melden, dass es ein Todesopfer und viele weitere Verletzte gibt. Elf Menschen wurden in Krankenhäusern behandelt.

### 12. Oktober 2021
Zwei Wochen nach dem ersten Erdbeben ereignete sich am Dienstag, dem 12. Oktober 2021 um 12:24 Uhr Ortszeit ein Seebeben. Das Beben hatte eine Stärke von 6,3 und das Epizentrum lag 24 Kilometer vor dem Dorf Zakros in knapp neun Kilometern Tiefe. Verletzte und Tote wurden nicht gemeldet und nach Angaben der Feuerwehr hielten sich die Schäden in Grenzen.